# Języki helleńskie
Języki helleńskie – rodzina językowa w obrębie języków indoeuropejskich. Języki helleńskie wywodzą się ze wspólnego przodka (prajęzyka) – języka protohelleńskiego. Jedyne dwa zaświadczone starożytne języki helleńskie – starogrecki i macedoński – zaliczane są wraz z językami iliryjskim, trackim, frygijskim i dackim do postulowanej paleobałkańskiej ligi językowej. W dużej części opracowań rodzina helleńska w ogóle nie jest wyróżniana, a wszystkie podane w poniższym zestawieniu etnolekty uznawane są za odmiany języka greckiego, izolowanego w obrębie rodziny indoeuropejskiej.

## Klasyfikacja języków helleńskich
Poniżej przedstawiono schemat klasyfikacji genetyczno-systematycznej języków helleńskich
języki indoeuropejskie
- języki helleńskie

staromacedoński †
epirocki †
język grecki
dialekty achajskie †
mykeński †
dialekty arkadyjsko-cypryjskie †
dialekt arkadyjski †
dialekt cypryjski †
dialekt pamfilijski †
starogrecki †
greka archaiczna †
greka klasyczna †
dialekty attycko-jońskie †
dialekt homerycki †
dialekt attycki †
dialekt eubejski (zachodniojoński) †
dialekt centralnojoński (joński wyspowy) †
dialekt wschodniojoński (joński literacki) †
dialekty eolskie †
dialekt beocki †
dialekt eolski †
dialekt lesbijski †
dialekt tesalski †
dialekty zachodniogreckie †
dialekty północnozachodnie †
dialekt etolski †
dialekt elidzki †
dialekt fokidzki †
dialekt lokrydzki †
dialekty doryckie †
dialekt dorycki literacki †
dialekt argolidzki †
dialekt cyrenejski †
dialekt cykladzki †
dialekt kreteński †
dialekt lakoński †
dialekt megarejski †
dialekt messeński †
dialekt rodyjski †
dialekt sycylijski †
dialekt terański †
koine †
średniogrecki †
nowogrecki
demotyk
katharewusa
nowogrecki cypryjski
Często wśród dialektów języka nowogreckiego wymienia się też języki lub dialekty:
cakoński
griko
pontyjski
kapadocki
Osobne stanowisko w rodzinie helleńskiej zajmuje język jewanik, wywodzący się z greki koine i pozostający pod silnym wpływem języka hebrajskiego. Język ten używany był przez diasporę żydowską aż do końca XX wieku.

## Rozwój języków helleńskich
Poniżej przedstawiono uproszczony schemat historii rozwoju języków helleńskich:
```
protohelleński
†
├─>
staromacedoński
 †
├─>
mykeński
 †
    ├─>
greka archaiczna
 †
        ├─>
greka klasyczna
 †
            ├─>
koine
 †
            │   ├─>
średniogrecki
 † (greka bizantyjska)
            │   │    ├─>
kapadocki
[
1
]

            │   │    ├─>
nowogrecki
 (demotyk, 
katharewusa
[
2
]
, 
cypryjski
 i inne)
            │   ├─>
pontyjski
[
3
]

            │   ├─>
jewanik
 †
[
4
]

            ├─>
cakoński
[
5
]

            ├─>
griko
[
6
]
```